# Squee!
 (mars 2024).
Si vous disposez d'ouvrages ou d'articles de référence ou si vous connaissez des sites web de qualité traitant du thème abordé ici, merci de compléter l'article en donnant les références utiles à sa vérifiabilité et en les liant à la section « Notes et références ».
Squee! est une série de comics américains des années 1990 écrite et dessinée par Jhonen Vasquez.
Cette série comprend différents épisodes, réunis par la suite dans une version complète, celle que nous prendrons en compte ici.
Ce comic possède 2 types d'histoires : 
1. l'histoire principale, dans laquelle on suit les mésaventures de Squee, de son vrai nom Todd Casil (4 volumes d'avril 1997 à mai 1998)
2. plusieurs histoires annexes de une à plusieurs pages, dont :
  1. Wobbly Headed Bob
  2. True Tales of Human Drama !
  3. Filler Bunny
  4. Happy Noodle Boy
  5. Meanwhile

## L'histoire
Squee est un personnage secondaire de la série de comics du même auteur, Johnny The Homicidal Maniac (en) (août 1995 – janvier 1997), où il est le voisin de palier de Johnny C., un étrange personnage à tendance psychopathe.
Il se caractérise par une malchance extraordinaire, pouvant dans la même journée se faire enlever par des extraterrestres, assister à la mort horrible d'un de ses camarades de classe ou devenir sans le vouloir le meilleur ami de l'Antéchrist. Ses parents ne lui accordent pas le moindre amour, son père le considérant comme une erreur, et sa mère étant bien trop défoncée aux médicaments pour se souvenir qu'elle a un fils. Heureusement sa peluche Shmee, toute suturée à la suite d'une altercation avec Johnny, lui sert de confident et l'aide à ne pas sombrer dans une folie meurtrière, tout comme son voisin...

## Personnages
1. Squee : C'est le « héros » de l'histoire. De son vrai nom Todd Casil, il est surnommé "Squee" en raison du son qu'il produit quand il est effrayé. Ce qui arrive à peu près toutes les deux minutes. Son voisin est le tueur en série Johnny C. Ce dernier le considère comme la famille qu'il n'a jamais eue, ou ne peut simplement pas se rappeler. Il semblerait que s'il s'intéresse tant à lui, c'est pour éviter qu'il ne devienne comme lui.
2. Shmee : Sa peluche, ainsi que son meilleur ami. Il l'aide à mieux vivre les malheurs qu'il endure depuis sa naissance.
3. Johnny : Son voisin. C'est un dangereux psychopathe qui tue des gens au hasard. Johnny est le personnage principal de la série de comics Johnny The Homicidal Maniac (en).
4. Les Parents : On ne les voit jamais précisément, mais seulement sous la forme d'ombres ou de dos. Ce ne sont véritablement pas des parents modèles.
5. Pepito : C'est l'Antéchrist. Fils de Satan, ce jeune garçon vient tout juste d'arriver à l'école de Todd qu'il fait déjà de la vie des élèves un enfer. Seul Squee ne subira pas ses assauts, préférant s'en faire un ami tout en refusant l'offre de son père Satan de lui abandonner son âme.